# ملالی (آلماتی)
ملالی (به قزاقی: Molaly) یک منطقهٔ مسکونی در قزاقستان است که در شهرستان آق‌سو، آلماتی واقع شده‌است. ملالی ۲۱۳ نفر جمعیت دارد.